# Zdobycie Poznania przez Szwedów (1703)
Na początku września 1703 roku wojsko szwedzkie liczące 8000 ludzi, dowodzone przez generała Carla Gustafa Rehnskiölda, pojawiło się w okolicach Poznania. Dnia 12 września Szwedzi zajęli Kórnik, skąd wysłali do Poznania 200 ludzi pod dowództwem podpułkownika Wrangla, wzywając miasto do poddania się. W tym czasie rządy w Poznaniu sprawował magistrat wspierany przez stany obywateli. Milicja miejska licząca 60 żołnierzy uzbrojona była w 48 dział i kilkaset muszkietów, pik i halabard. Miasta bronił mur miejski oraz warowny Zamek Przemysła. Na żądanie Wrangla, magistrat udzielił odpowiedzi wymijającej, uzbrajając w tym czasie mieszkańców w broń. 
Dnia 16 września po czterech dniach bezowocnych rozmów Rehnskiöld podjął decyzję o zdobyciu miasta szturmem. Wysłał z tym celu z Kórnika oddział piechoty w sile 400 ludzi oraz 100 dragonów. Gdy i tym razem magistrat nie zdecydował się otworzyć bram, pod miasto nadciągnęło kolejnych 200 żołnierzy piechoty dowodzonych przez generała Arvida Axela Mardefelta. Generał wezwał obrońców do kapitulacji, jednak zostało ono ponownie odrzucone. W nocy z 17 na 18 września Szwedzi wyposażeni w drabiny oraz faszynę zajęli stanowiska nieopodal miasta. W chwili rozpoczęcia szturmu, obrońcy wywiesili białą chorągiew. W wyniku chaosu część obrońców otworzyła jednak ogień do pojawiających się na murach Szwedów. Wykorzystując zamieszanie Szwedzi otworzyli bramy, wpuszczając jazdę, która galopem wpadła do miasta ustawiając się w szyku bojowym na rynku. Następnie z całą piechotą do miasta wkroczył generał Mardefelt, który wezwał do siebie członków magistratu, informując ich o zajęciu miasta i nałożeniu kontrybucji w wysokości 1000 talarów za odstąpienie od rabunku miasta. 